# Distrito de Molinopampa

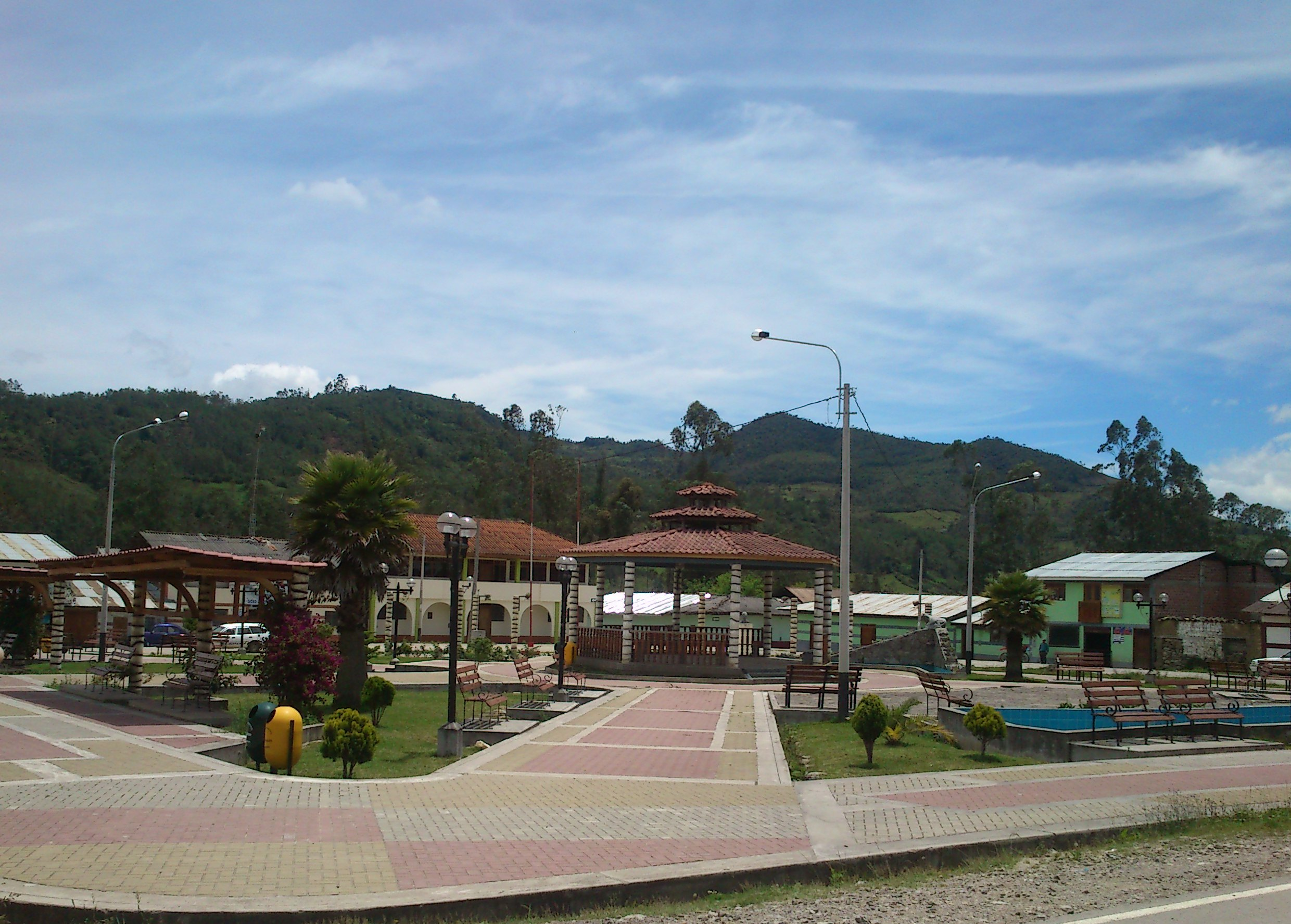
Molinopampa, Fuente del oro blanco.

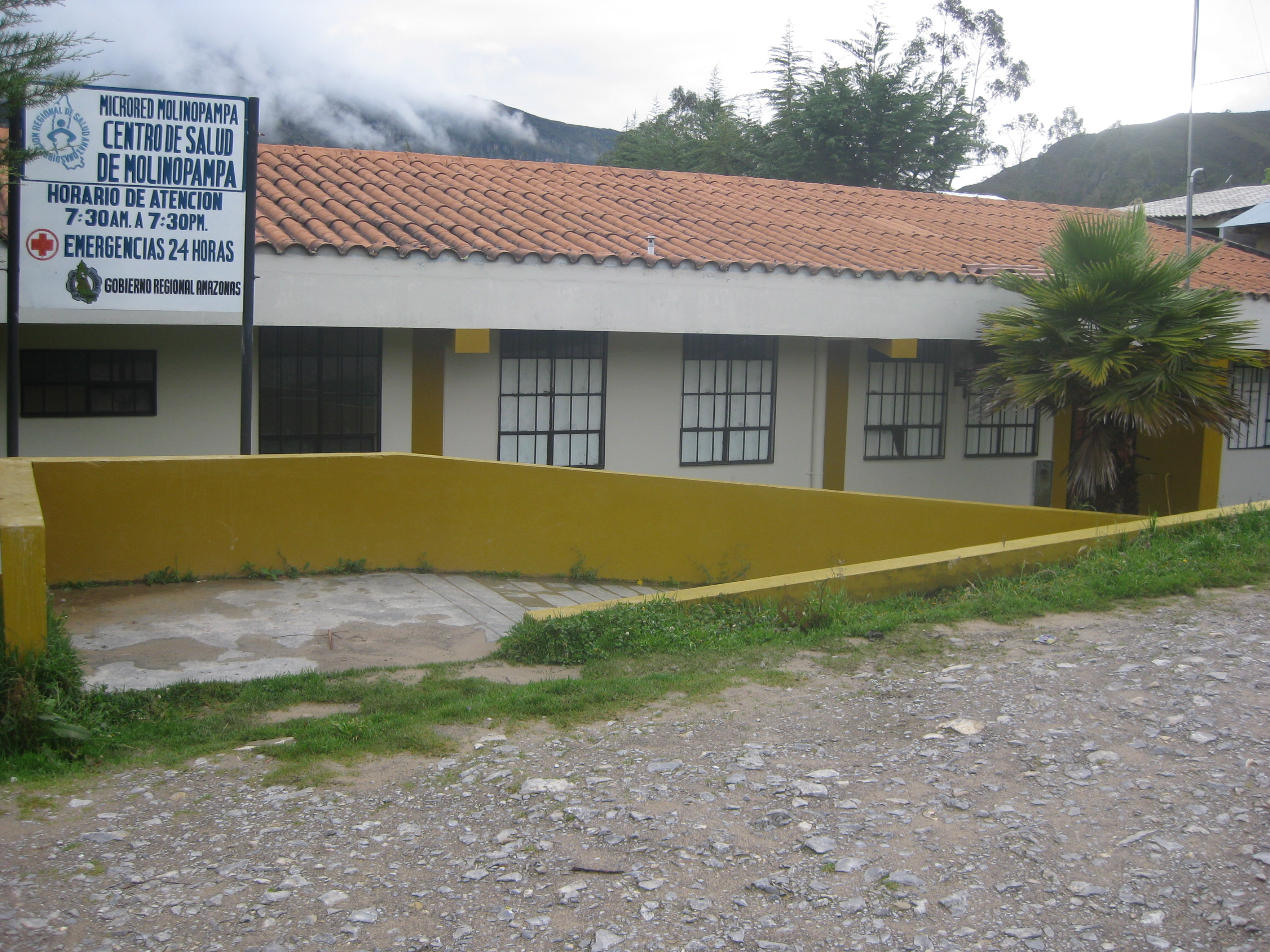
Centro De Salud De Molinopampa

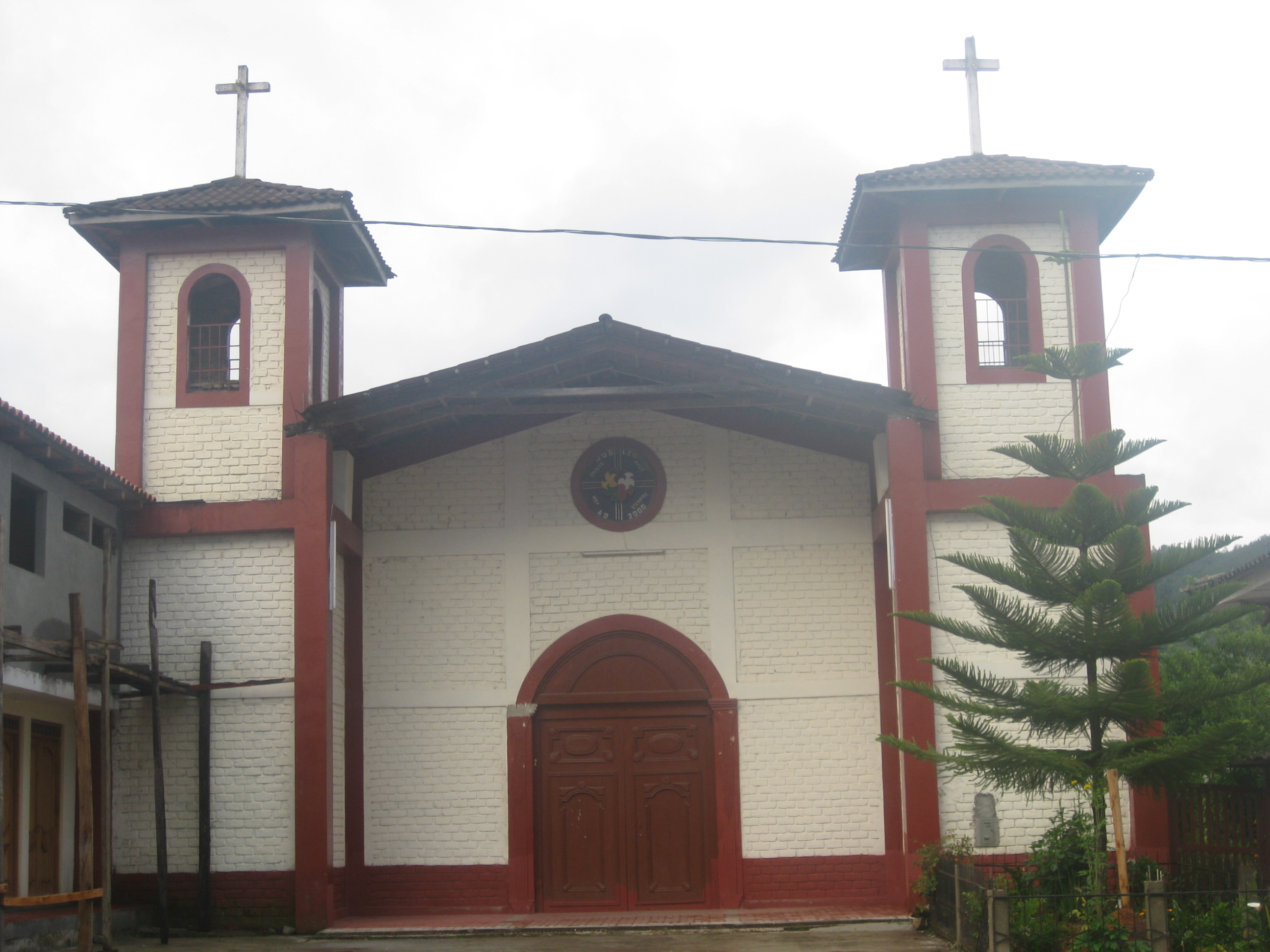
Iglesia de Molinopampa

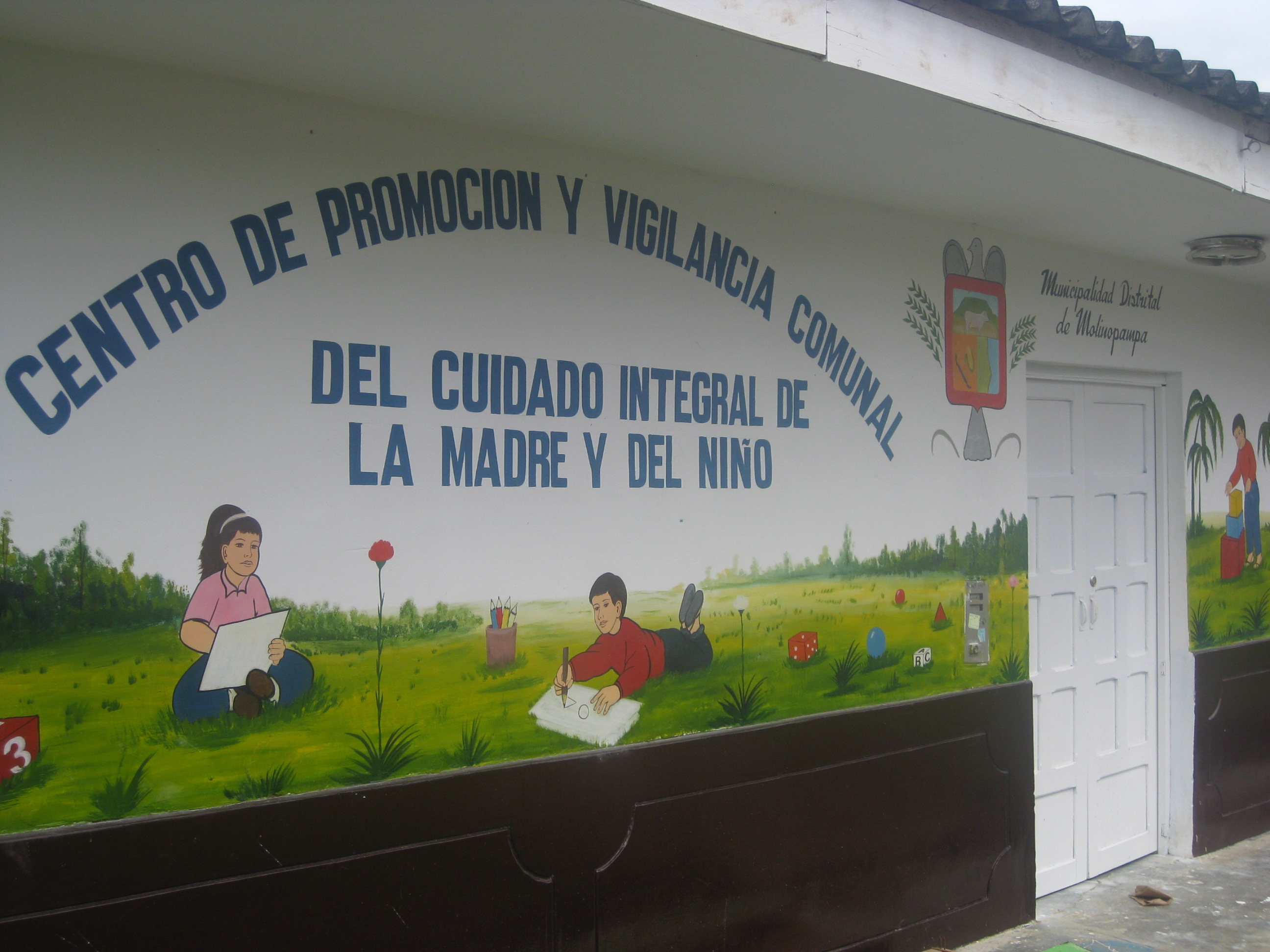
Centro de Promoción y Vigilancia Comunal del Cuidado Integral de la Madre y del Nino

El distrito de Molinopampa es uno de los veintiún distritos de la Provincia de Chachapoyas, ubicado en el Departamento de Amazonas, en el norte del Perú. Limita por el norte con el distrito de Quinjalca y el distrito de Granada; por el sureste con la provincia de Rodríguez de Mendoza; por el suroeste con el distrito de Cheto; y por el oeste con el distrito de San Francisco de Daguas y el distrito de Sonche.

## Historia
El nombre de Molinopampa proviene de “Molino” que es un río y “Pampa”, nombre dado a una pequeña extensión de terreno plana carente de árboles, actualmente conocidos como Colpar. En el año de 1720 los pobladores de Huamanpata, Bagazán e Illabamba decidieron radicar en algún lugar donde no serían molestados por las inclemencias y fieras que existían en esos lugares, fue así como buscaron el lugar conocido de San Pedro de Taulía.
Los Taulianos, para realizar sus trabajos agrícolas y explorar la gran cantidad de cedro, bajaron a las llanuras (actual Molinopampa), a la orilla derecha del río Ventilla, donde empezaron a cultivar sus productos porque eran tierras fértiles y adecuadas para la labranza, permitiendo así que los pobladores vayan radicando en este lugar.
Por otro lado, el Distrito de Molinopampa es parte total de la comunidad Campesina San Pedro de Taulia - Molinopampa, en los siglos pasados ha sido dependiente del pueblo de Olleros, juntos con San Juan de Cheto, Taulia y Bagazán. Por los años 1564, Molinopampa fue poseído por el sacerdote español don Juan de Arana, en el referido año los transfirió a Manuel Rojas, su hija Luisa, y su nieto Pedro Tuesta, todos ellos naturales de Huamanpata dependientes de Bagazán.
Con fecha 11 de diciembre de 1858, en Molinopampa se reunieron en Asamblea General los pobladores de esa época, para elevar a la categoría de Distrito a Molinopampa, en ese día eligieron a sus autoridades interinas, recayendo en las personas: Como Alcalde Interino: Manuel Nieves Rojas; Como juez de paz; Severino de la Cruz, como Gobernador; Zacarías Morí y como Secretario Evangelista López; estas personas electas para cumplir la recomendación del pueblo realizaron las gestiones, tanto provincial como nacional, solicitando la creación del Distrito de Molinopampa, que dependía del Distrito de Olleros, distrito que demostró oposición a la desmembración, pero dichas personas con fecha 5 de febrero de 1861, bajo la resolución N° 12-301, lograron la creado el Distrito de Molinopampa, siendo gobierno de esa época Ramón Castilla, se crea conjuntamente con nuestros vecinos Soloco; Sonche, Quinjalca y Huancas, distritos que tiene la misma resolución.

## Geografía
Molinopampa pertenece a la provincia de Chachapoyas, en la actualidad es considerada “Fuente Blanca Orgullo de la Región Amazonas”, por su gran producción de Leche y productos lácteos. Este distrito se encuentra a 42 km de la parte este de la ciudad de Chachapoyas.
Tiene una extensión territorial de 333,86 km² y se encuentra a 2 407 metros sobre el nivel del mar, a una distancia de una hora a 42 km de la capital de la Región Amazonas. Cuenta con 9 anexos que son: Huascazala, Espadilla, Santa Cruz del Tingo, Ocol, San José de Dallavoz, Izcuchaca, Huamazán, Casmal y Pumarmana.

## Autoridades

### Municipales
- 2023 - 2026[1]
  - Alcalde: Eladio Cruz Gongora, del Sentimiento Amazonense Regional.

## Atractivos turísticos

### Cuevas naturales
A una distancia de un kilómetro de San José para el río Ocol y aguas abajo, se encuentran los túneles de Izcuchaca, que sirven como puentes naturales de roca maciza, sobre los cuales existe una vegetación exuberante.

### Aguas termales del Colpar
Los pobladores de Molinopampa, después de sus faenas cotidianas asisten los domingos a las vertientes de aguas salinas en el sitio denominado el Colpar, ubicado a 15 minutos del distrito.

### Aguas Salinas
La naturaleza permite la existencia de vertientes de aguas salinas en el sitio denominado Ventilla a una distancia de 15 kilómetros del distrito, cuyas aguas sirven de bebederos de los ganados vacunos o caballares y ovinos existentes en la zona y también para el alimento de los pobladores, después que dichas aguas son cocidas se convierten en sal industrial.
En Santa Cruz Del Tingo también encontramos una fruta exótica muy rica llamada GODILLA idéntica a la uva la gente que va a visitar siempre se alimentan de este fruto.
También es conocido por los ricos frutos que tiene como la MORA, ROCOTO que son frutos muy llamativos y muy adquiridos en todo el anexo.

### La Cara del Inca
Esto se ubica a las afueras del distrito, en el cerro llamado Shiviña, ahí vemos como la naturaleza da forma a una pequeña estructura rocosa que tiene la característica forma de un rostro, que para los viajeros muestra el perfil de un inca.

### La Cueva del Moreno
Se encuentra en el anexo de Santa Cruz del Tingo, a 6 km de distrito. Un cerro de regular elevación en la parte central, en cuyo interior habitan diversos animales silvestres y aves nocturnas. Las leyendas cuentan que aquel túnel tiene su final en algún cerro de Rioja.

### Bosque de palmeras de la Comunidad Campesina Taulía Molinopampa
En la Comunidad Campesina Taulia Molinopampa existen ecosistemas singulares y endémicos como el bosque de palmeras de género Ceroxylon. Este es un género único de palmera que puede llegar a vivir a más de 2500 m s. n. m. Y en Molinopampa, viven entre los 2300 y 2700 m s. n. m. Los estudios taxonómicos nos dicen que solo existen 11 especies en Sudamérica y se han registrado 4 en el Perú. Sin embargo, a pesar de su singularidad, viene siendo amenazado por el inadecuado manejo de pastos y el desplazamiento desordenando de población hacia el área en donde se encuentran las palmeras. Hoy esta área abarca unos 80 km², después de haberse reducido en 50% el bosque original.
En septiembre de 2012, la comunidad recibió el reconocimiento del Área de Conservación Privada Bosque de Palmeras de la Comunidad Campesina Taulía Molinopampa, mediante Resolución Ministerial N° 252-2012-MINAM. En la actualidad la comunidad continúa desarrollando trabajos que favorezcan al cuidado y la conservación de estos importantes ecosistemas.
las palmeras también provienen del distrito de ocol, sanjose, sunchaca donde crecen gigantescas palmeras.

### Ruinas arqueológicas
- Ruinas de Locara
- Ruinas de Inca-Pirka
- Ruinas de Taulia
- Cueva del Chivo
- cueva de Santa Cruz Del Tingo